# Prix du scénario
Il Prix du scénario è un premio del Festival di Cannes assegnato alla miglior sceneggiatura dei film presentati in concorso nella selezione ufficiale.
È stato assegnato per la prima volta nel 1949.

## Albo d'oro

### Anni 1940
- 1949: Alfred L. Werker - La tragedia di Harlem (Lost Boundaries)

### Anni 1950
- 1951: Terence Rattigan - Addio Mr. Harris (The Browning Version)
- 1952: Piero Tellini - Guardie e ladri
- 1958[1]: Pier Paolo Pasolini, Massimo Franciosa e Pasquale Festa Campanile - Giovani mariti

### Anni 1960
- 1963: Dumitru Carabat, Henri Colpi e Yves Jamiaque - Sangue al sole (Codine)
- 1965
  - Pierre Schoendoerffer - 317º battaglione d'assalto (La 317e section)
  - Ray Rigby - La collina del disonore (The Hill)
- 1967
  - Elio Petri, Ugo Pirro - A ciascuno il suo
  - Alain Jessua - Gioco di massacro (Jeu de massacre)

### Anni 1970
- 1974: Hal Barwood, Matthew Robbins e Steven Spielberg - Sugarland Express (The Sugarland Express)

### Anni 1980
- 1980[2]: Ettore Scola, Agenore Incrocci e Furio Scarpelli - La terrazza
- 1981: István Szabó - Mephisto
- 1982: Jerzy Skolimowski - Moonlighting
- 1984[3]: Theodoros Angelopoulos, Tonino Guerra e Thanassis Valtinos - Viaggio a Citera (Taxidi sta Kythira)

### Anni 1990
- 1994: Michel Blanc - Il sosia (Grosse fatigue)
- 1996: Jacques Audiard e Alain Le Henry - Un héros très discret
- 1997: James Schamus - Tempesta di ghiaccio
- 1998: Hal Hartley - La follia di Henry (Henry Fool)
- 1999: Yuri Arabov - Moloch (Molokh)

### Anni 2000
- 2000: James Flamberg e John C. Richards - Betty Love (Nurse Betty)
- 2001: Danis Tanović - No Man's Land (Ničija zemlja)
- 2002: Paul Laverty - Sweet Sixteen
- 2003: Denys Arcand - Le invasioni barbariche (Les Invasions barbares)
- 2004: Agnès Jaoui e Jean-Pierre Bacri - Così fan tutti (Comme une image)
- 2005: Guillermo Arriaga - Le tre sepolture (The Three Burials Of Melquiades Estrada)
- 2006: Pedro Almodóvar - Volver - Tornare (Volver)
- 2007: Fatih Akın - Ai confini del paradiso (Auf der anderen seite)
- 2008: Jean-Pierre e Luc Dardenne - Il matrimonio di Lorna (Le Silence de Lorna)
- 2009: Mei Feng - Chūnfēng chénzuì de yèwǎn (春風沉醉的夜晚)

### Anni 2010
- 2010: Lee Chang-dong - Poetry
- 2011: Joseph Cedar - Hearat Shulayim
- 2012: Cristian Mungiu - Oltre le colline (După dealuri)
- 2013: Jia Zhangke - Il tocco del peccato (Tiān zhùdìng)
- 2014: Andrej Zvjagincev e Oleg Negin - Leviathan (Leviafan)
- 2015: Michel Franco - Chronic
- 2016: Asghar Farhadi - Il cliente (Forušande)
- 2017
  - Yorgos Lanthimos e Euthymīs Filippou - Il sacrificio del cervo sacro (The Killing of a Sacred Deer)
  - Lynne Ramsay - A Beautiful Day - You Were Never Really Here (You Were Never Really Here)
- 2018
  - Alice Rohrwacher - Lazzaro felice
  - Nader Sayevar e Jafar Panahi - Tre volti (Se rokh)
- 2019: Céline Sciamma - Ritratto della giovane in fiamme (Portrait de la jeune fille en feu)

### Anni 2020
- 2020: a causa della pandemia di COVID-19, il festival non ha avuto luogo
- 2021: Ryūsuke Hamaguchi e Takamasa Ōe - Drive My Car
- 2022: Tarik Saleh - La cospirazione del Cairo (Boy from Heaven)
- 2023: Yūji Sakamoto - L'innocenza (Kaibutsu)
- 2024: Coralie Fargeat - The Substance
- 2025: Jean-Pierre e Luc Dardenne - Jeunes Mères